# Lea Gottlieb

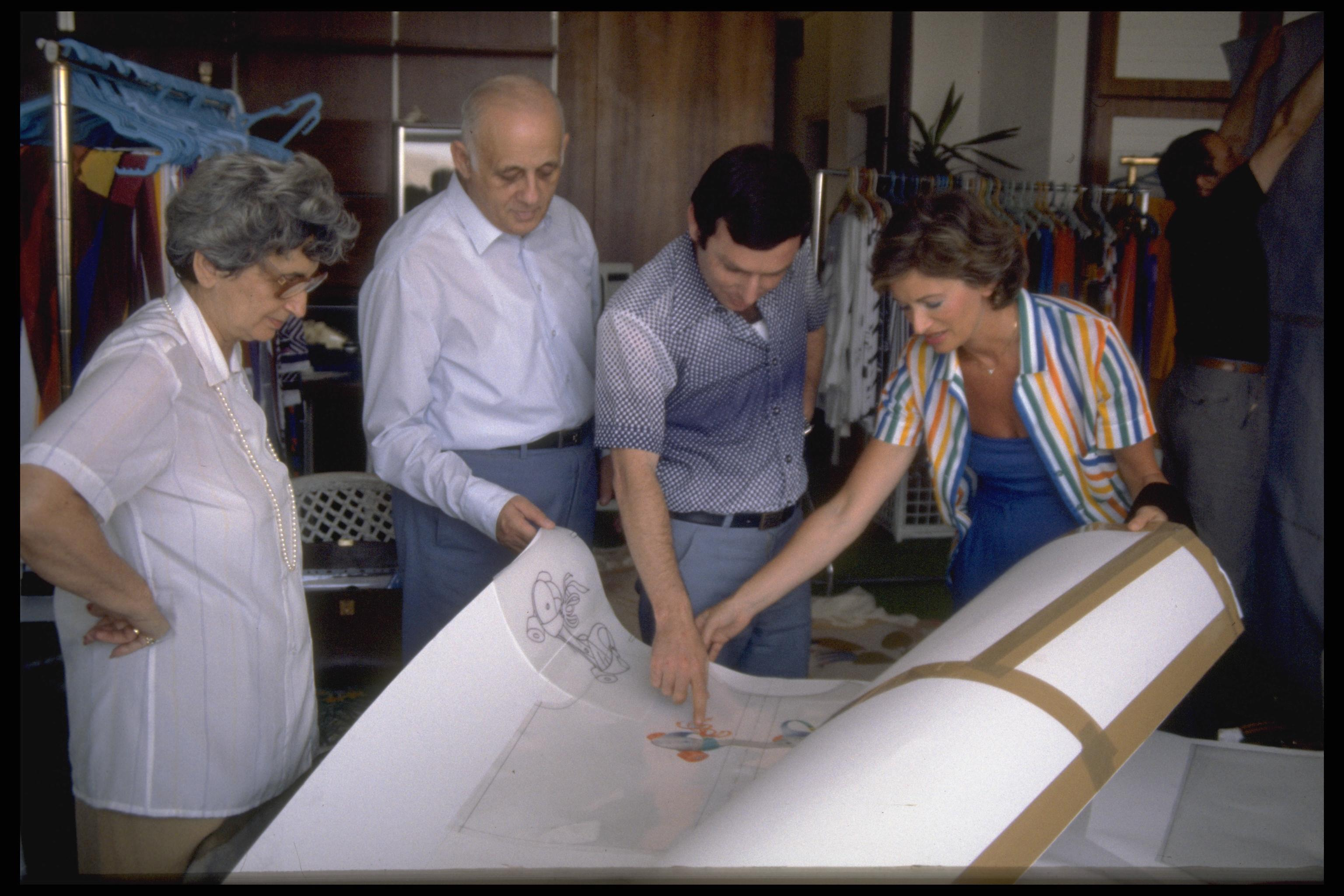
Lea Gottlieb (links) mit ihrem Team (1980)

Lea Gottlieb (geboren am 17. September 1918 in Sajószentpéter; gestorben am 17. November 2012 in Tel Aviv) war eine israelische Modedesignerin, die Bademode und Sportkleidung entwarf. Sie emigrierte nach dem Zweiten Weltkrieg von Ungarn nach Israel, wo sie die Firma Gottex gründete.

## Leben
Lea Lenke Roth (später Gottlieb) wurde als einziges Kind einer armen jüdischen Familie im ungarischen Dorf Sajószentpéter geboren und wuchs bei einer Tante auf. Vor dem Zweiten Weltkrieg hatte sie eigentlich geplant, Chemie zu studieren. Während der deutschen Besatzung Ungarns wurde ihr Mann Armin in ein Arbeitslager deportiert. Sie musste sich als Jüdin vor den Nazis verstecken, zusammen mit ihren Töchtern Miriam und Judith zog sie in Sajószentpéter und in Budapest von einem Versteck zum nächsten. Wenn sie an Kontrollpunkten vorbeikam, versteckte sie ihren Kopf hinter einem Blumenstrauß, um nicht als Jüdin erkannt zu werden.
Die Familie überlebte Krieg und Holocaust. Nach der Befreiung betrieben Lea Gottlieb und ihr Mann eine Regenmantelfabrik in der Tschechoslowakei. Sie emigrierten 1949 völlig mittellos nach Haifa in Israel, wo sie mit von Freunden und Familie geliehenem Geld ebenfalls eine Regenmantelfabrik eröffneten, die wegen des sonnigen Wetters in Israel jedoch überhaupt nicht erfolgreich war. Lea Gottlieb verkaufte ihren Ehering, um Stoff zu kaufen, und begann an einer geliehenen Nähmaschine in ihrer Wohnung in Tel Aviv-Jaffa Badeanzüge zu nähen. 1965 gründeten Lea und Armin Gottlieb die Firma Gottex, die Strandmode und Schwimmbekleidung produzierte.
Im Jahr 2005 wurde Lea Gottlieb bei einer Umfrage der israelischen Internet-Nachrichtenseite Ynet zu einer der 200 wichtigsten Persönlichkeiten des Landes gewählt, sie landete auf Rang 167. Lea Gottlieb starb am 12. November 2012 im Alter von 94 Jahren in ihrem Haus in Tel Aviv.

## Das Unternehmen Gottex

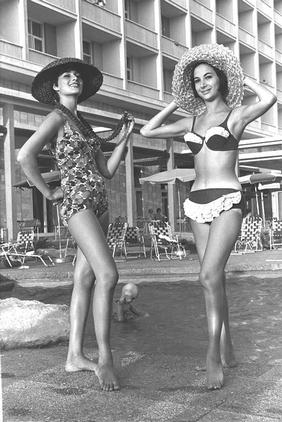
Gottex-Badebekleidung, 1961

Der Name Gottex ist eine Kombination der Wörter „Gottlieb“ und „Textilien“. Gottex wurde zu einem der führenden Export-Unternehmen Israels und verkaufte Produkte in mehr als 80 Länder. Lea Gottlieb war die Chef-Designerin. Als die Firma expandierte entwarf sie neben Badeanzügen auch mondäne Strand-Outfits, die die Badeanzüge ergänzten und wie Oberteile, Pareo-Wickelröcke, Kaftane, weite Hosen, Corsagen und Röcke im Anschluss an den Strandaufenthalt zusätzlich angelegt werden konnten. Ihre Kollektionen waren durch gewagte geometrische Muster und vor allem Blumen in vielerlei auffälligen Farben geprägt, sie fühlte sich dadurch daran erinnert, dass Blumen ihr in der NS-Zeit das Leben gerettet hatten.
Als 1973 der Yom-Kippur-Krieg ausbrach, veranstaltete Lea Gottlieb Modenschauen für die an der Front kämpfenden Soldaten. In Israel hatte Gottex einen Marktanteil von ca. zwei Dritteln. Gottex wurde der führende Importeur von Luxusbademoden in den USA. Unter den Trägerinnen der Gottex-Bademode waren viele Prominente, unter anderem Prinzessin Diana, die spanische Königin Sofia, die Schauspielerinnen Elizabeth Taylor und Brooke Shields und die ehemalige First Lady der USA, Jackie Onassis. Verkaufsschlager der Firma war ein trägerloser einteiliger Badeanzug, der in der ganzen Welt verkauft und getragen wurde. Die Models Claudia Schiffer und Naomi Campbell präsentierten Gottex-Mode auf internationalen Modenschauen, langjährige Haupt-Repräsentantin des Unternehmens war aber das israelische Model Tami Ben-Ami, die bereits während ihrer Militärzeit für Gottex arbeitete.
1997 übernahm Lev Leviev, Geschäftsführer der Africa Israel Investments Limited (AFIL), die Firma Gottex. Lea Gottlieb leitete noch ein weiteres Jahr die Design-Abteilung und verließ dann das Unternehmen, um im Alter von 85 Jahren noch einmal eine Modefirma unter ihrem eigenen Namen zu gründen, in der sie bis zu ihrem 90. Lebensjahr tätig war.